# Stavsjön (Malmbäcks socken, Småland)
Stavsjön är en sjö i Nässjö kommun i Småland och ingår i Lagans huvudavrinningsområde. Sjön är 7,1 meter djup, har en yta på 0,145 kvadratkilometer och befinner sig 270 meter över havet.

## Delavrinningsområde
Stavsjön ingår i det delavrinningsområde (638637-140894) som SMHI kallar för Inloppet i Hokasjön. Medelhöjden är 240 meter över havet och ytan är 73,05 kvadratkilometer. Det finns inga delavrinningsområden uppströms utan avrinningsområdet är högsta punkten. Hokaån som avvattnar avrinningsområdet har biflödesordning 2, vilket innebär att vattnet flödar genom totalt 2 vattendrag innan det når havet efter 221 kilometer. Delavrinningsområdet består mestadels av skog (62 %), öppen mark (12 %) och jordbruk (16 %). Avrinningsområdet har 0,23 kvadratkilometer vattenytor vilket ger det en sjöprocent på 0,3 %.